# اوجوک
اَوَجوک (به ترکی آذربایجانی: Əvəcük) یک منطقه مسکونی در جمهوری آذربایجان است که در شهرستان قوسار واقع شده است ۹۲۴ نفر جمعیت دارد.